# 2017년 대한민국의 베스트셀러 목록
다음은 2017년 대한민국의 베스트셀러 목록이다. 

## 종합

### 1~50위
| No | 작품명                                        | 저자                        | 한국 발매        | 출간일           | 비고 |
| -- | --------------------------------------------- | --------------------------- | ---------------- | ---------------- | ---- |
| 1  | 《언어의 온도》                               | 이기주                      | 말글터           | 2016년 8월 19일  |      |
| 2  | 《82년생 김지영》                             | 조남주                      | 민음사           | 2016년 10월 14일 |      |
| 3  | 《자존감 수업》                               | 윤홍균                      | 심플라이프       | 2016년 9월 1일   |      |
| 4  | 《나미야 잡화점의 기적》                      | 히가시노 게이고             | 현대문학         | 2012년 12월 19일 |      |
| 5  | 《나는 나로 살기로 했다》                     | 김수현                      | 마음의 숲        | 2016년 11월 28일 |      |
| 6  | 《말의 품격》                                 | 이기주                      | 황소북스         | 2017년 5월 29일  |      |
| 7  | 《보노보노처럼 살다니 다행이야》              | 김선회                      | 놀               | 2017년 4월 6일   |      |
| 8  | 《기사단장 죽이기 1. 현현하는 이데아》        | 무라카미 하루키             | 문학동네         | 2017년 7월 12일  |      |
| 9  | 《살인자의 기억법》                           | 김영하                      | 문학동네         | 2013년 7월 25일  |      |
| 10 | 《설민석의 조선왕조실록》                     | 설민석                      | 세계사           | 2016년 7월 20일  |      |
| 11 | 《국가란 무엇인가》                           | 유시민                      | 돌배게           | 2017년 1월 23일  |      |
| 12 | 《어떻게 살 것인가》                          | 유시민                      | 생각의 길        | 2013년 3월 13일  |      |
| 13 | 《오직 두 사람》                              | 김영하                      | 문학동네         | 2017년 5월 25일  |      |
| 14 | 《어쩌면 별들이 너의 슬픔을 가져갈지도 몰라》 | 김용택                      | 예담             | 2015년 6월 4일   |      |
| 15 | 《제4차 산업혁명》                            | 클라우스 슈바프             | 새로운현재       | 2016년 4월 20일  |      |
| 16 | 《지적 대화를 위한 넓고 얕은 지식》           | 채사장                      | 한빛비즈         | 2017년 1월 17일  |      |
| 17 | 《미움 받을 용기》                            | 기시미 이치로 고가 후미타케 | 인플주엔셜       | 2014년 11월 17일 |      |
| 18 | 《호모데우스》                                | 유발 하라리                 | 김영사           | 2017년 5월 19일  |      |
| 19 | 《잠.1》                                      | 베르나르 베르베르           | 열린책들         | 2017년 6월 8일   |      |
| 20 | 《사피엔스: 유인원에서 사이보그까지》         | 유발 하라리                 | 김영사           | 2015년 11월 24일 |      |
| 21 | 《완벽한 공부법》                             | 고영성 신영준               | 로크 미디어      | 2017년 1월 6일   |      |
| 22 | 《그릿》                                      | 앤젤라 더크워스             | 비즈니스 북스    | 2016년 10월 28일 |      |
| 23 | 《해커스 토익 기출 보카》                     | David cho                   | 해커스어학연구소 | 2016년 5월 10일  |      |
| 24 | 《약간의 거리를 둔다》                        | 소노 아야코                 | 책읽는고양이     | 2016년 10월 20일 |      |
| 25 | 《하늘과 바람과 별과 시》                     | 윤동주                      | 더스토리         | 2016년 3월 25일  |      |
| 26 | 《너의 이름은.》                              | 신카이 마코토               | 대원씨아이       | 2017년 1월 17일  |      |
| 27 | 《채식주의자》                                | 한강                        | 창비             | 2007년 10월 30일 |      |
| 28 | 《기린의 날개》                               | 히가시노 게이고             | 재인             | 2017년 2월 6일   |      |
| 29 | 《명견만리: 정치, 생애, 직업 탐구편》         | KBS 〈명견만리〉 제작팀     | 인플루엔셜       | 2017년 6월 5일   |      |
| 30 | 《영어책 한 권 외워봤니?》                    | 김민식                      | 위즈덤하우스     | 2017년 1월 11일  |      |
| 31 | 《가면산장 살인사건》                         | 히가시노 게이고             | 재인             | 2014년 9월 26일  |      |
| 32 | 《라틴어 수업》                               | 한동일                      | 흐름출판         | 2017년 6월 30일  |      |
| 33 | 《문재인의 운명》                             | 문재인                      | 북팔             | 2017년 5월 9일   |      |
| 34 | 《공터에서》                                  | 김훈                        | 해냄출판사       | 2017년 2월 3일   |      |
| 35 | 《빨강머리 앤이 하는 말》                     | 백영옥                      | 아르테           | 2016년 7월 15일  |      |
| 36 | 《지적 대화를 위한 넓고 얕은 지식》           | 채사장                      | 한빛비즈         | 2015년 2월 4일   |      |
| 37 | 《숨결이 바람될 때》                          | 폴 칼라니티                 | 흐름출판         | 2016년 8월 22일  |      |
| 38 | 《해커스 신토익 리딩》                        | David cho                   | 해커스어학연구소 | 2016년 3월 21일  |      |
| 39 | 《유시민의 글쓰기 특강》                      | 유시민                      | 생각의 길        | 2015년 4월 10일  |      |
| 40 | 《영어회화 100일의 기적》                     | 문성현                      | 넥서스           | 2015년 5월 25일  |      |
| 41 | 《레버리지》                                  | 롭 무어                     | 다산북스         | 2017년 5월 8일   |      |
| 42 | 《완벽하지 않은 것들에 대한 사랑》            | 혜민                        | 수오서재         | 2016년 2월 3일   |      |
| 43 | 《명견만리: 윤리, 기술, 중국, 교육 편》       | KBS 〈명견만리〉제작팀      | 인플루엔셜       | 2016년 9월 21일  |      |
| 44 | 《너의 안부를 묻는 밤》                       | 지민식 유귀선               | 시드앤피드       | 2017년 1월 24일  |      |
| 45 | 《어쩌면 내가 가장 듣고 싶었던 말》           | 정희재                      | 갤리온           | 2017년 2월 3일   |      |
| 46 | 《코스모스》                                  | 칼 세이건                   | 사이언스북스     | 2010년 1월 20일  |      |
| 47 | 《설민석의 한국사 대모험》                    | 설민석 스토리박스           | 아이휴먼         | 2017년 1월 23일  |      |
| 48 | 《나에게 고맙다》                             | 전승환                      | 허밍버드         | 2016년 7월 1일   |      |
| 49 | 《1시간에 1권 퀀텀 독서법》                   | 김병완                      | 창림출판         | 2017년 3월 31일  |      |
| 50 | 《9등급 꼴찌, 1년만에 통역사 된 비법》        | 장동완                      | 리더스북         | 2017년 10월 23일 |      |

### 51~100위
| No  | 작품명                                     | 저자                | 한국 발매        | 출간일           | 비고 |
| --- | ------------------------------------------ | ------------------- | ---------------- | ---------------- | ---- |
| 51  | 《브루클린의 소녀》                        | 기욤 뮈소           | 밝은세상         | 2016년 12월 6일  |      |
| 52  | 《새는 날아가면서 뒤돌아보지 않는다》      | 류시화              | 더숲             | 2017년 2월 25일  |      |
| 53  | 《너의 췌장을 먹고 싶어》                  | 스미노 요루         | 소미미디어       | 2017년 4월 1일   |      |
| 54  | 《노르웨이의 숲》                          | 무라카미 하루키     | 민음사           | 2017년 8월 7일   |      |
| 55  | 《혼자 잘해주고 상처받지 마라》            | 유은정              | 21세기북스       | 2016년 10월 27일 |      |
| 56  | 《꽃을 보듯 너를 본다》                    | 나태주              | 지혜             | 2015년 6월 20일  |      |
| 57  | 《해커스 신토익 리스닝》                   | David Cho           | 해커스어학연구소 | 2016년 3월 21일  |      |
| 58  | 《명견만리: 인구, 경제, 북한, 의료 편》    | KBS 명견망리 제작팀 | 인플루엔셜       | 2016년 6월 7일   |      |
| 59  | 《타이탄의 도구들》                        | 팀 페리스           | 토네이도         | 2017년 4월 3일   |      |
| 60  | 《바깥은 여름》                            | 김애란              | 문학동네         | 2017년 6월 28일  |      |
| 61  | 《스물아홉 생일 1년 후 죽기로 결심했다》   | 하야마 아마리       | 예담             | 2012년 7월 20일  |      |
| 62  | 《모든 관계는 말투에서 시작된다》          | 김범준              | 위즈덤하우스     | 2017년 6월 19일  |      |
| 63  | 《해커스 토익 스타트 리딩》                | David Cho           | 해커스어학연구소 | 2016년 3월 15일  |      |
| 64  | 《설민석의 무도 한국사 특강》              | 설민석              | 휴먼큐브         | 2017년 11월 15일 |      |
| 65  | 《낭만적 연애와 그 후의 일상》             | 알랭 드 보통        | 은행나무         | 2016년 8월 25일  |      |
| 66  | 《너의 이름은.》                           | 신카이 마코토       | 대원씨아이       | 2017년 1월 15일  |      |
| 67  | 《나의 문화유산답사기. 9: 서울편(1)》      | 유흥준              | 창비             | 2017년 8월 21일  |      |
| 68  | 《참 소중한 너라서》                       | 김지훈              | 엘에이치코리아   | 2016년 7월 7일   |      |
| 69  | 《센서티브》                               | 일자 샌드           | 다산 3.0         | 2017년 2월 9일   |      |
| 70  | 《그럴 때 있으시죠?》                      | 김제동              | 나무의 마음      | 2016년 10월 15일 |      |
| 71  | 《주진우의 이명박 추격기》                 | 주진우              | 푸른숲           | 2017년 8월 16일  |      |
| 72  | 《소년이 온다》                            | 한강                | 창비             | 2014년 5월 19일  |      |
| 73  | 《위험한 비너스》                          | 히가시노 게이고     | 현대문학         | 2017년 6월 30일  |      |
| 74  | 《말투 하나 바꿨을 뿐인데》                | 나이토 요시히토     | 유노북스         | 2017년 3월 17일  |      |
| 75  | 《임신 출산 육아 대백과》                  | 삼성출판사 편집부   | 삼성출판사       | 2017년           |      |
| 76  | 《78층 나무 집》                           | 앤디 그리피스       | 시공주니어       | 2017년 2월 15일  |      |
| 77  | 《너의 이름은. 1》                         | 신카이 마코토       | 대원씨아이       | 2016년 12월 31일 |      |
| 78  | 《트렌드 코리아 2017》                     | 김난도              | 미래의 창        | 2016년 10월 31일 |      |
| 79  | 《쇼코의 미소》                            | 최은영              | 문학동네         | 2016년 8월 10일  |      |
| 80  | 《예언》                                   | 김진명              | 새움             | 2017년 7월 10일  |      |
| 81  | 《대통령의 글쓰기》                        | 강원국              | 메디치미디어     | 2017년 5월 25일  |      |
| 82  | 《너에게 하고 싶은 말》                    | 김수민              | 쌤앤파커스       | 2015년 12월 11일 |      |
| 83  | 《못 참는 아이 욱하는 부모》               | 오은영              | 코리아닷컴       | 2016년 5월 15일  |      |
| 84  | 《나, 있는 그대로 참 좋다》                | 조유미              | 허밍버드         | 2017년 9월 22일  |      |
| 85  | 《아무것도 아닌 지금은 없다》              | 글배우              | 쌤앤파커스       | 2017년 8월 1일   |      |
| 86  | 《나의 한국현대사》                        | 유시민              | 돌베개           | 2014년 7월 10일  |      |
| 87  | 《한국의 젊은 부자들》                     | 이신영              | 메이븐           | 2017년 5월 8일   |      |
| 88  | 《대한민국이 묻는다(KI신서 6884)》         | 문재인              | 21세기북스       | 2017년 1월 20일  |      |
| 89  | 《ETS TOEIC(토익) Test 공식종합서 RC》     | ETS                 | YBM              | 2016년 5월 6일   |      |
| 90  | 《ETS TOEIC(토익) Test 공식종합서 LC》     | ETS                 | YBM              | 2016년 5월 6일   |      |
| 91  | 《오두막》                                 | 윌리엄 폴 영        | 세계사           | 2017년 5월 8일   |      |
| 92  | 《해커스 신토익 스타트 리스닝》            | David Cho           | 해커스어학연구소 | 2016년 3월 21일  |      |
| 93  | 《운다고 달라지는 일은 아무것도 없겠지만》 | 박준                | 난다             | 2017년 7월 1일   |      |
| 94  | 《남아 있는 나날(모던 클래식 34)》         | 가즈오 이시구로     | 민음사           | 2014년 1월 28일  |      |
| 95  | 《북유럽 신화》                            | 닐 게이먼           | 나무의 철학      | 2017년 6월 26일  |      |
| 96  | 《고슴도치의 소원》                        | 톤 텔레헨           | 아르테           | 2017년 2월 10일  |      |
| 97  | 《청춘의 독서》                            | 유시민              | 웅진지식하우스   | 2017년 7월 7일   |      |
| 98  | 《여덟 단어》                              | 박웅현              | 북하우스         | 2013년 5월 20일  |      |
| 99  | 《7년의 밤》                               | 정유정              | 은행나무         | 2016년 5월 30일  |      |
| 100 | 《너라는 위로》                            | 김수민              | 쌤앤파커스       | 2017년 4월 21일  |      |

## 같이 보기
- 대한민국의 베스트셀러